# Лептонное число
Лепто́нное число́, лепто́нный заря́д — разность числа лептонов и антилептонов в данной системе. Во всех наблюдавшихся процессах лептонное число в замкнутой системе сохраняется, поэтому был сформулирован закон сохранения лептонного заряда, являющийся одним из экспериментальных оснований Стандартной Модели физики элементарных частиц. Причины сохранения лептонного числа пока неизвестны. В отличие от электрического заряда, лептонный заряд не является источником какого-либо известного дальнодействующего калибровочного поля, поэтому более правильный термин — лептонное число.
По соглашению, лептонам присваивается лептонное число L = +1, для антилептонов L = −1.
Кроме общего лептонного числа, существуют три ароматовых (флейворных) лептонных числа: электронное Le, мюонное Lμ и тау-лептонное Lτ. Общее лептонное число равно сумме ароматных лептонных чисел. До обнаружения нейтринных осцилляций считалось, что каждому из ароматовых лептонных чисел отвечает свой закон сохранения. Так, в замкнутой системе разность числа электронов и электронных нейтрино и числа позитронов и электронных антинейтрино оставалась постоянной во всех экспериментах. В настоящее время известно, что ароматовые лептонные числа не сохраняются для нейтрино. Электронное нейтрино на пути от источника к датчику может спонтанно превратиться в мюонное или тау-нейтрино, и наоборот. Пока неизвестно, может ли нарушаться закон сохранения общего лептонного числа: например, может ли нейтрино превратиться в свою античастицу (нейтрино-антинейтринная осцилляция) или произойти безнейтринный двойной бета-распад. Сейчас активно ведутся поиски таких процессов.

## История
Закон сохранения лептонного числа был постулирован Конопинским и Махмудом в 1953 году.